# 두오모

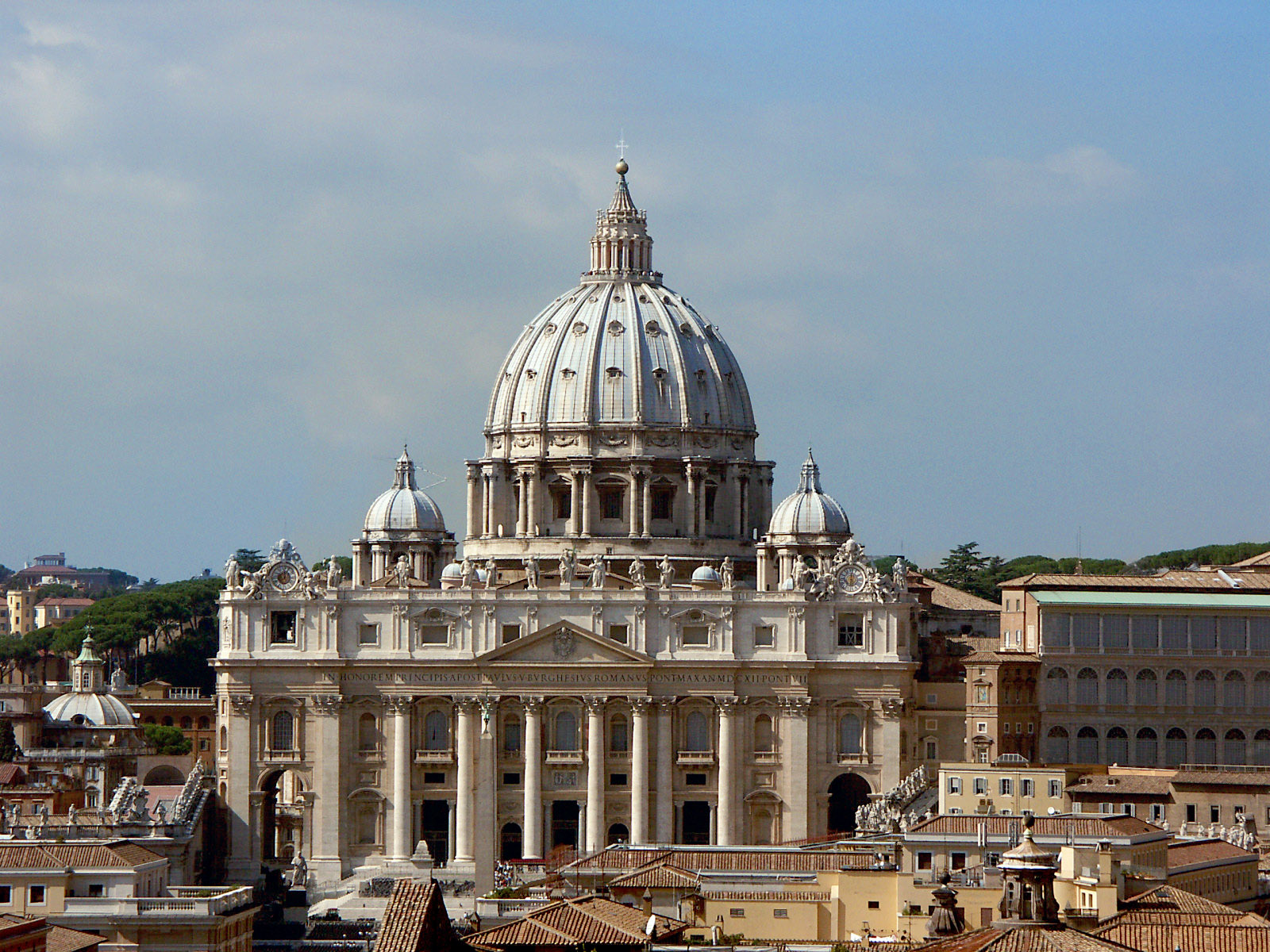

두오모(Duomo)는 이탈리아어로 이탈리아의 도시를 대표하는 성당을 의미한다. 대부분 대성당을 의미한다. 하느님의 집을 의미하는 라틴어 Domus가 어원으로, 하느님의 집을 의미한다. 대성당을 의미하는 카테드랄레(cattedrale)라고 표기하는 지역도 있다.
두오모(Duomo)는 바로 돔(Dome)을 뜻한다.
두오모 근처에는 항상 시청이나 중요한 행정 관서가 있다.

## 명칭의 기원
기원전 62년 피에솔레인들이 공화정을 전복하려 했던 카틸리나(Lucius Sergius Catilina)를 지지하자 로마에서는 피에솔라와 멀지 않은 곳에 새롭게 군사적 거점을 건설하고자 했는데, 기원전 59년 집정관으로 당선된 카이사르(Gaius Iulius Caesar)는 이러한 역할에 더해 은퇴 군인들이 정착할 수 있는 터전을 함께 제공하는 정책을 추진한다. 이러한 그의 목표에 맞추어 '플로렌티아(Florentia)'가 새롭게 건설되었는데, 이를 오늘날 피렌체의 기원으로 여기고 있는 것이다.
카이사르에 의해 새롭게 건설된 마을에 플로렌티아라는 이름이 붙게된 역사적인 맥락은 카이사르는 이 도시를 자신의 이름을 따 카이시리아라고 부르고 싶어 했던 것으로 보인다. 그러나 그를 경계한 원로원은 이 의견을 거부했고 결국 이 도시의 이름은 이곳에서 피에솔레인들에게 살해당했던 카이사르의 부장 피오리노(플로리아누스)에게서 유래하게 된다. 한편 빌라니는 이 지역에 "꽃이 풍성했기에 붙은 이름일 수 있다"는 견해를 제시하기도 했는데, 여기에서 그치지 않고 한 걸음 더 나아가 "꽃에 비견할 수 있는 가장 훌륭한 로마의 시민들이 이 도시에 넘쳐났다는 의미에서 프롤렌티아라는 도시의 이름이 붙었을 수도 있다"고 역설한다.
꽃과 관련되어 있긴 하지만 조금 다른 견해도 있다. 이 도시가 로마 신화 속 꽃의 여신인 플로라르 기념하는 봄축제(Ludi Florales 또는 Floralia)시기에 건설된 것에서 유래한다는 해석이다. 이 해석대로라면 피렌체의 건설은 봄 축제기간인 4월 28일에서 5월 3일에 즈음한 시점이었을 것이다. 물론 그 어느 것도 정확하게 규명하기는 어려우나 도시의 기원을 꽃과 관련해 해석하는 견해가 다수 발견된다는 것은 주목할만하다. 피렌체의 문장이 백합꽃인 것, 이 도시의 상징이 두오모(Duomo)의 공식 이름이 꽃의 성모 마리아 대성당인 것도 이와 관련되어 있다. 그것은 꽃의 이미지, 즉 만개하는 번영의 이미지를 구현하려했던 피렌체인들의 노력을 담고 있다는 추측도 있다.

## 외부 장식

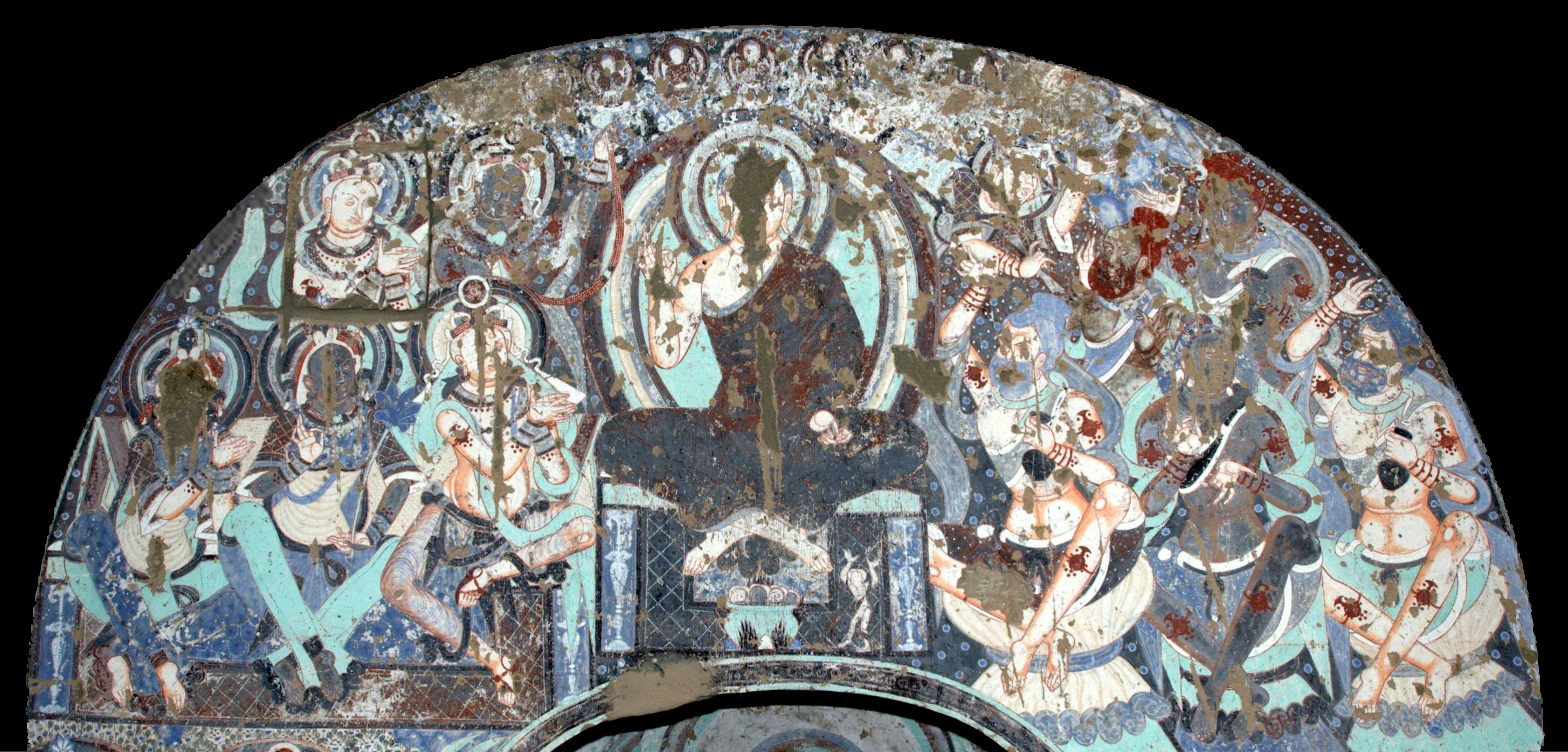
Lunette over the porta

### 서측 천장
거대한 서쪽 전선은 6개의 레세네(적용된 스트립) 에 의해 5개 부분으로 나뉘며 , 각 부분은 조각상이 있는 장막으로 덮여 있다. 파사드에는 중앙에 장미, 마스크 및 별 모티프로 장식된 로마의 골동품 천장에서 영감을 받은 모티브로 프레임이 된 큰 장미 창이 있는 여러 개의 멀리언이 있는 창문이 있다.

## 인테리어
교회에는 로마네스크 양식의 수도가 있는 팔각형 기둥과 바로크 양식의 수도가 있는 원형 기둥으로 분리된 본당과 두 개의 통로가 있다. 그것은 큰 후진으로 끝나고 통로로 열리는 일련의 예배당이 있다.

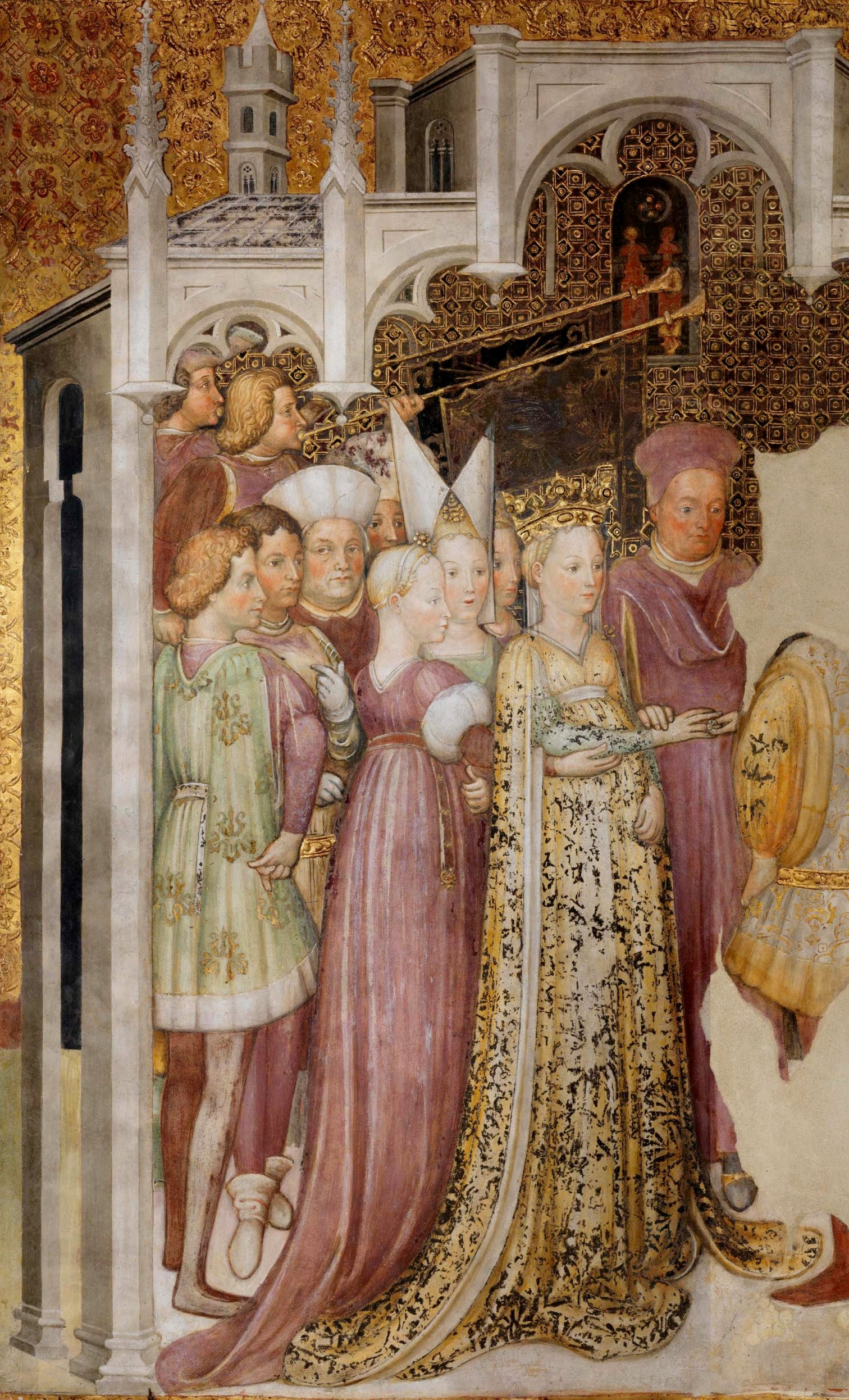
Frescoes in the Theodelinda Chapel

벽 장식은 압도적으로 바로크 양식이다. 다른 작품으로는 Matteo da Campione의 합창단, Andrea Appiani 의 중앙 제단 , Giuseppe Meda 와 Giuseppe Arcimboldi 의 노회 및 트랜셉트 프레스코화가 있다.

### Transects
Giuseppe Meda, 1558)에서 시작하여 북쪽으로 이동하기 위해 트랜셉트의 내부 머리 장식이 인상이다.

### 예배당

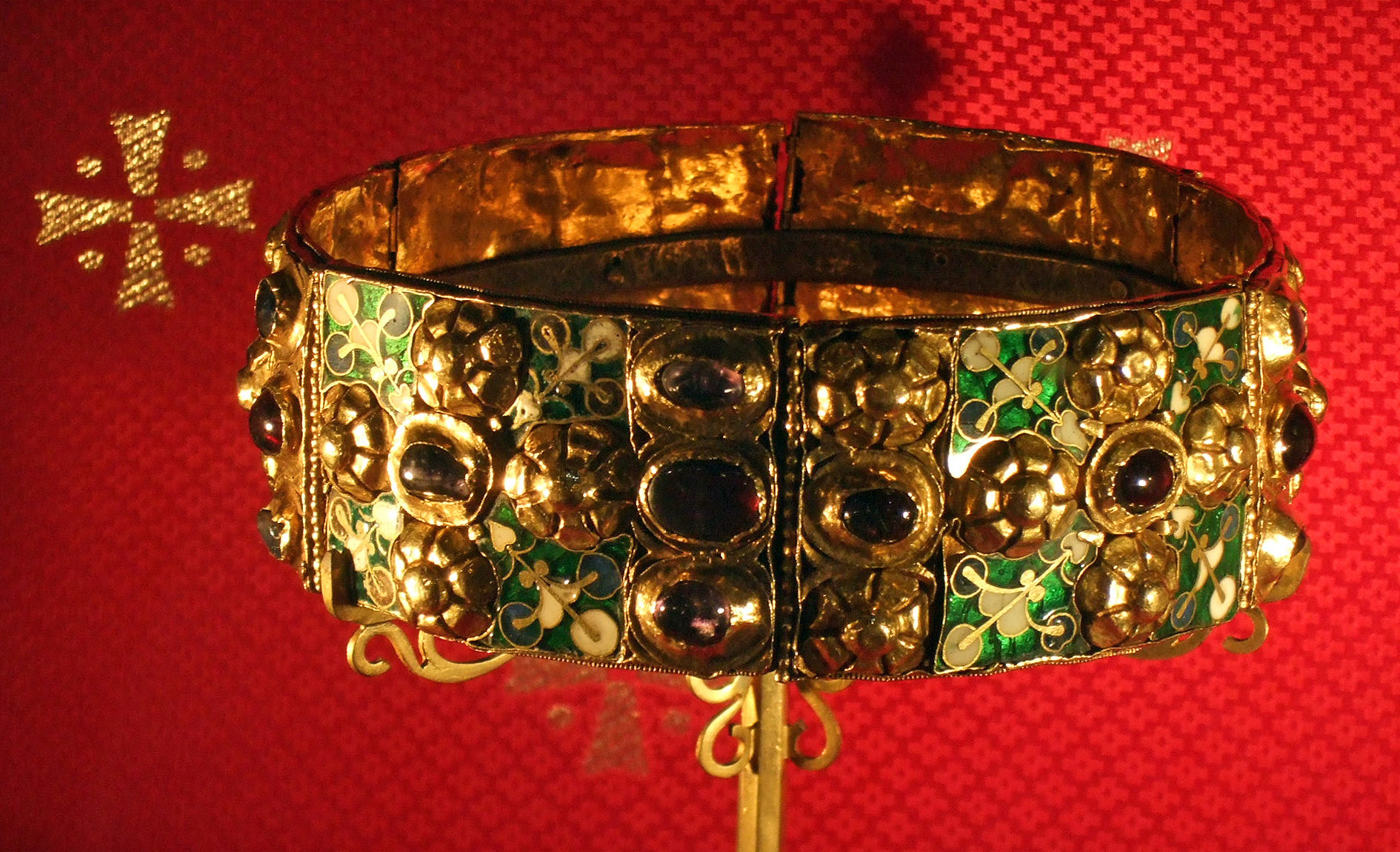
The Iron Crown in the Theodelinda Chapel

바로크, 로코코 사이의 롬바르드 비 유적 문화 연구를 위한 전망대를 구성하는 건물 내부를 표시하는 것은 18세기의 전형적인 양식이다.

### 재무부
오른쪽 수랑에는 롬바르디아의 철관 , 약 500점의 후기 골동품 상아 시인과 뮤즈 두 폭 그림 , 국제적으로 중요한 후기 골동품 및 초기 중세 작품 컬렉션이 있는 재무부가 있는 세르페로 박물관 입구가 있다. Theodelinda 자신이 기탁한 다양한 종류의 것. 여기에는 중세 예술의 떠오르는 도상학의 증거인 성지의 작은 금속 6세기 앰플이 포함되며 , 그중에 는 중세 와 그 이후에 표준이 될 예술에서 십자가에 못 박히심과 예수의 탄생 을 다룬 최초 의 묘사가 포함된다. Bobbio 만에서만 볼 수 있는 소장품도 존재한다. 도서관은 오래되고 중요한 채색 원고를 소장하고 있다.